# Deutsches Meisterschaftsrudern 1940
Das 53. Deutsche Meisterschaftsrudern wurde 1940 in Berlin ausgetragen. Wie im Vorjahr wurden Medaillen in 12 Bootsklassen vergeben. Davon 8 bei den Männern und 4 bei den Frauen. Bei den Männern ersetzte der Leichtgewichts-Vierer mit Steuermann den Leichtgewichts-Vierer ohne Steuermann.

## Medaillengewinner

### Männer
| Bootsklasse                          | Gold | Silber | Bronze |
| ------------------------------------ | --- | --- | --- |
| Einer                                | Josef Hasenöhrl (Wiener RV Ellida) | Heinz Neuburger (Berliner RC) | Günter Goehle (RC Titania Charlottenburg) |
| Doppelzweier                         | Berliner RC Willi Füth Heinz Neuburger | Rgm. RG Elektra / Karlshorster RV von 1920 Alfred Reinecke Heinz Edler | RC Frithjof Bromberg Werner Böhme Ewald Reich |
| Zweier ohne Steuermann               | Spindlersfelder RV Sturmvogel Herbert Pirlich Werner Prüwer                                                                                         | Frankfurter RG Germania 1869 Oskar Glock Ludwig Rumbler | PSV Berlin H. Purbst Karl Lange |
| Zweier mit Steuermann                | Mannheimer RV Amicitia von 1876 Helmut Barniske Rudi Bosch Walter von Recum (Stm.)                                                                  | Berliner RC Martin Ruppert Hans-Joachim Hannemann Hermann Zander (Stm.) | Hannoverscher RC von 1880 Hans Meyer auf der Heide Friedrich Melching Kurt Kenngott (Stm.)                                                                        |
| Vierer ohne Steuermann               | RG Viktoria Berlin-Grünau Herbert Illmann Rudolf Schwerdtfeger Karl-Heinz Götschmann Arne Christensen                                               | Rgm. Berliner RK Brandenburgia / Berliner RG von 1884 Helmut Benz Ernst Rösner Franz Dickmann Gerhard Berthel                                                                                     | Mainzer RV von 1878 Josef Jertz Franz Datz Heinrich Treichler Josef Arnold                                                                                        |
| Vierer mit Steuermann                | RG Viktoria Berlin-Grünau Herbert Illmann Rudolf Schwerdtfeger Karl-Heinz Götschmann Arne Christensen Georg Holberg (Stm.)                          | RC Germania Königsberg Hans-Jürgen Ahlborn Wolfgang Heintze G. Zurheide Albrecht Kleckow A. Manneck (Stm.)                                                                                        | RC Dessau C. Richards H.-W. Otto J. Beruldsen W. Howe H.-J. Eckert (Stm.)                                                                                         |
| Achter                               | Berliner RC Wilhelm Liepe Helmut Baltrusch Heinz Ermel Friedrich Kaiser Willi Füth Heinz Becker Heinz Krohne Joachim Pellnitz Hermann Zander (Stm.) | Rgm. BSG Allianz Berlin / Frankonia Berlin / Märkischer Wassersport Berlin H. Schrodt H. Müller A. Voigt G. Schliewert Erich Combes Gerhard Rochowiak Joseph Schwarz Walter Combes H. Kahl (Stm.) | Rgm. RC Dessau / Dessauer RV 1887 C. Richards Anton van de Bergh H. Vietheer H.-W. Otto J. Beruldsen Hans-Joachim Ritter W. Frienhold W. Howe H.-J. Eckert (Stm.) |
| Leichtgewichts-Vierer mit Steuermann | ARV Westfalen Münster Wolf Bertlich Ernst Bornkessel Erwin Vogel Heinz Dietrich Hans Behner (Stm.)                                                  | Landsberger RG Warthe H. Bittroff S. Gohlke W. Woythe H. Witzig W. Rogge (Stm.) | Danziger RV O. Knuth H. Witt A. Koth H. Zielke E. Schimanski (Stm.)                                                                                               |

### Frauen
| Bootsklasse               | Gold | Silber                                                                                                 | Bronze |
| ------------------------- | --- | --- | --- |
| Einer                     | Sofie Müller (1. Frauen-RC Hannover)                                                                                    | Friedel Haack (Post-SG Frankfurt/Main)                                                                 | Hanne Wurtmann (Hamburger RC von 1925)                                                                         |
| Doppelzweier              | BSG RV Allianz Berlin Charlotte Schmidt Hildegard Mahnkopf                                                              | 1. Frauen-RC Hannover Gusta Müller Irmgard Sprengeler                                                  | Ruderbund Froh Volk I. Erpel Lucie Stockhaus                                                                   |
| Doppelvierer              | 1. Frauen-RC Hannover Ilse Meyer Gusta Müller Sofie Müller Gretel Bischoff Olly Lohsträter (Stf.)                       | Hamburger RC von 1925 Ina Hagenow Erika Klentze Ilse Martens Margot Sichtau Hanne Wurtmann (Stf.)      | RC Germania Tegel Margarita Kern Liselotte Dreßler Ursula Balthasar Hannelore Adomeit Charlotte Paesler (Stf.) |
| Doppelvierer (Stilrudern) | RV Rückertschule Berlin-Schöneberg Hildegard Scheer Lore Schröder Gisela Flemming Lilli Thamm Ruth Charlé-Franck (Stf.) | Svg Dresdenia Berlin Lieselotte Reuter Vera Laube Felicia Gesicki Gudrun Lehmann Hertha Rüdiger (Stf.) | 1. Frauen-RC Hannover Ruth Neldner Eva Gretschel Irmgard Sprengeler Ingeborg Segelke Olly Lohsträter (Stf.)    |